# À bas les hommes (film, 1912)
Pour plus de détails, voir Fiche technique et Distribution.
À bas les hommes est un film muet français réalisé par Maurice Le Forestier, sorti en 1912.

## Fiche technique
- Titre : À bas les hommes
- Réalisation : Maurice Le Forestier
- Scénario : Daniel Riche
- Photographie :
- Montage :
- Producteur :
- Société de production : Pathé Frères
- Société de distribution :  Pathé Frères
- Pays d'origine :  France
- Métrage : 215 mètres
- Langue : film muet avec les intertitres en français
- Format : Noir et blanc — 35 mm — 1,33:1 — Muet
- Genre : Comédie
- Durée : 7 minutes 10
- Dates de sortie :
  - France : 8 mars 1912

## Distribution
- Mistinguett
- Gabrielle Lange
- Marcelle Barry
- Charles Lorrain
- Madame Blémont